# スペクトリン
スペクトリン（Spectrin）は細胞骨格のタンパク質で、五量体か六量体を作って多くの種類の細胞の細胞膜の内側に位置している。細胞の形を維持する足場として働き、細胞膜の構造を維持するのに重要な役割を果たしている。六量体型は、スペクトリンの四量体の両端にアクチンの短鎖がついている。このアクチン繊維は六角形の網目の結合部となっている。
びまん性軸索損傷などの脳外傷を受けると、スペクトリンはカルパインによる不可逆的な切断を受け、細胞骨格が破壊される。スペクトリンの切断は、細胞膜に漿液による水疱を生じさせ、細胞を死に至らしめる。

## 赤血球のスペクトリン
赤血球はその単純さ、入手の容易さにより、スペクトリン研究のモデルとして扱われてきた。αIとβIの2種類の単量体から二量体ができ、二量体同士が結合して四量体を形成する。これの両末端にアクチン繊維が結合して、最終的な六量体となる。
細胞膜の内側とは、表在性タンパク質であるアンキリンを介して間接的に結合する。動物ではスペクトリンは網目構造を作って赤血球の形を与えている。
赤血球のモデルでは、スペクトリンの突然変異は遺伝性球状赤血球症などの遺伝性疾患を引き起こす。

## 無脊椎動物のスペクトリン
無脊椎動物にはα、β、βHという3種類のスペクトリンが存在する。C. elegansのβスペクトリンの突然変異は野生のものより体長が短くなり、また麻痺をおこしたような異常な表現系となって表れる。形態的な影響のほかに、Unc-70の変異は神経にも欠陥を及ぼす。この場合、ニューロンの数は正常であるが、ニューロンの伸長が障害を起こす。
同様に、スペクトリンはショウジョウバエのニューロンに対しても重要な役割を持っている。キイロショウジョウバエのα及びβスペクトリンをノックアウトすると、形態的には正常だがニューロンと筋肉の間の情報伝達ができないニューロンができる。

## 脊椎動物のスペクトリン

### 脊椎動物のスペクトリン遺伝子
スペクトリンの遺伝子ファミリーは進化を経て拡大してきた。無脊椎動物が1つのα型と2つのβ型のスペクトリン遺伝子を持っているのに対して、脊椎動物は2つのα型（αIとαII）、5つのβ型（βIからβV）のスペクトリン遺伝子を持っている。
スペクトリンの生産はGATA1という転写因子によって促進される。

### 筋肉組織でのスペクトリンの役割
筋肉組織でのスペクトリンの役割を示すいくつかの報告がある。心筋細胞では全てのスペクトリンがZ帯と筋原線維の細胞膜に偏在している。さらにアンキリンをノックアウトしたマウスは心筋層のカルシウムの恒常性が維持できなくなる。さらにこのマウスはZ帯やサルコメアの形態も維持できなくなった。培養心筋細胞ではリアノジンやIP3受容体の分布、カルシウムシグナルも異常になった。ヒトではアンキリンB遺伝子の変異はQT延長症候群、突然死を引き起こす。